# Robot seriale
Un robot seriale è un modello di robot industriale progettato come una serie di collegamenti uniti da giunzioni, azionate da un motore che si estendono da una base a un terminale. Spesso hanno la struttura del braccio antropomorfo avente una "spalla", un "gomito", e un "polso". I robot seriali hanno solitamente sei articolazioni, poiché richiedono almeno sei gradi di libertà per posizionare un oggetto manipolato in una posizione ed un orientamento arbitrari nello spazio di lavoro del robot. Un'applicazione comune dei robot seriali nell'industria è il robot per assemblaggio automatico SCARA, che ha quattro gradi di libertà.

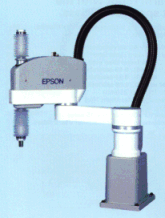
Robot SCARA

## Struttura
Nella sua forma più generale, un robot seriale consiste in un numero di collegamenti rigidi connessi tra loro con giunture. 
Semplici considerazioni di produzione e controllo hanno portato alla realizzazione di robot con solo giunture rotoidali o giunti prismatici e ortogonali, parallele e/o intersezioni con gli assi di giuntura (anziché assi di giuntura collocati arbitrariamente).
Dagli studi di Donald L. Pieper deriva il primo risultato pratico rilevante in questo contesto, indicato come struttura cinematica: la cinematica inversa di manipolatori seriali con sei giunture rotoidali e con tre giunture consecutive che si intersecano, possono essere applicate in forma chiusa, cioè analiticamente. Questo risultato ha avuto una grande influenza sulla progettazione di robot industriali.
Il vantaggio principale di un manipolatore seriale è dato da un ampio spazio di lavoro rispetto alle dimensioni del robot e lo spazio che occupa. I principali svantaggi di questi robot sono:
- la bassa rigidità inerente ad una struttura cinematica aperta,
- gli errori vengono accumulati e amplificati da giuntura a giuntura,
- il fatto che devono trasportare e spostare il grande peso dalla maggior parte degli attuatori,
- il relativamente basso carico che possono manipolare efficacemente.

## Cinematica
In cinematica, la posizione e l'orientamento del terminale di un robot sono derivate dalle posizioni delle articolazioni mediante un modello geometrico del braccio del robot. Per i robot seriali, la mappatura dalle posizioni dell'articolazione alla posa del terminale è facile, mentre la mappatura inversa è più difficile. Pertanto, la maggior parte dei robot industriali hanno una progettazione speciale che riducono la complessità della mappatura inversa.

### Area di lavoro
L'area di lavoro raggiungibile dal terminale del robot non è altro che la somma degli spazi raggiungibili. L'abilità dell'area di lavoro consiste in punti dell'area di lavoro raggiungibile, dove il robot può generare velocità tali da comprimere lo spazio circostante in quel punto, quindi l'oggetto manipolato può essere traslato e ruotato con tre gradi di libertà e rotazione.
I rapporti fra lo spazio di giuntura e le coordinate cartesiane dell'oggetto trattenuto dal robot hanno in generale più valori: la stessa posizione può essere raggiunta dal braccio del robot in vari modi, ciascuno con un diverso insieme di coordinate congiunte. Pertanto l'area di lavoro raggiungibile del robot è diviso in configurazioni (chiamate anche modalità di montaggio), in cui i rapporti cinematici sono localmente uno-a-uno.

### Singolarità
Una singolarità è una configurazione di un robot seriale nella quale la posizione e l'orientazione dell'organo terminale (end-effector) puo' essere ottenuta con differenti valori dei parametri delle giunzioni. Le singolarità, di norma, si verificano nelle configurazioni in cui gli assi articolari si allineano in un modo tale da ridurre la capacità di movimento dell'end-effector. Per esempio, quando un robot seriale è completamente esteso, è nella cosiddetta singolarità di confine.
Con una singolarità, il dispositivo di estremità perde uno o più gradi di libertà di rotazione o traslazione (istantaneamente, il dispositivo di estremità non può ruotare o muoversi lungo le direzioni singolari).
I robot seriali con meno di sei articolazioni indipendenti sono sempre singolari nel senso che non possono estendersi su uno spazio di torsione a sei dimensioni. Questa è spesso chiamata una singolarità architettonica. Una singolarità di solito non è un punto isolato nello spazio di lavoro del robot, ma un sottoinsieme di una varietà geometrica.

### Robot ridondante

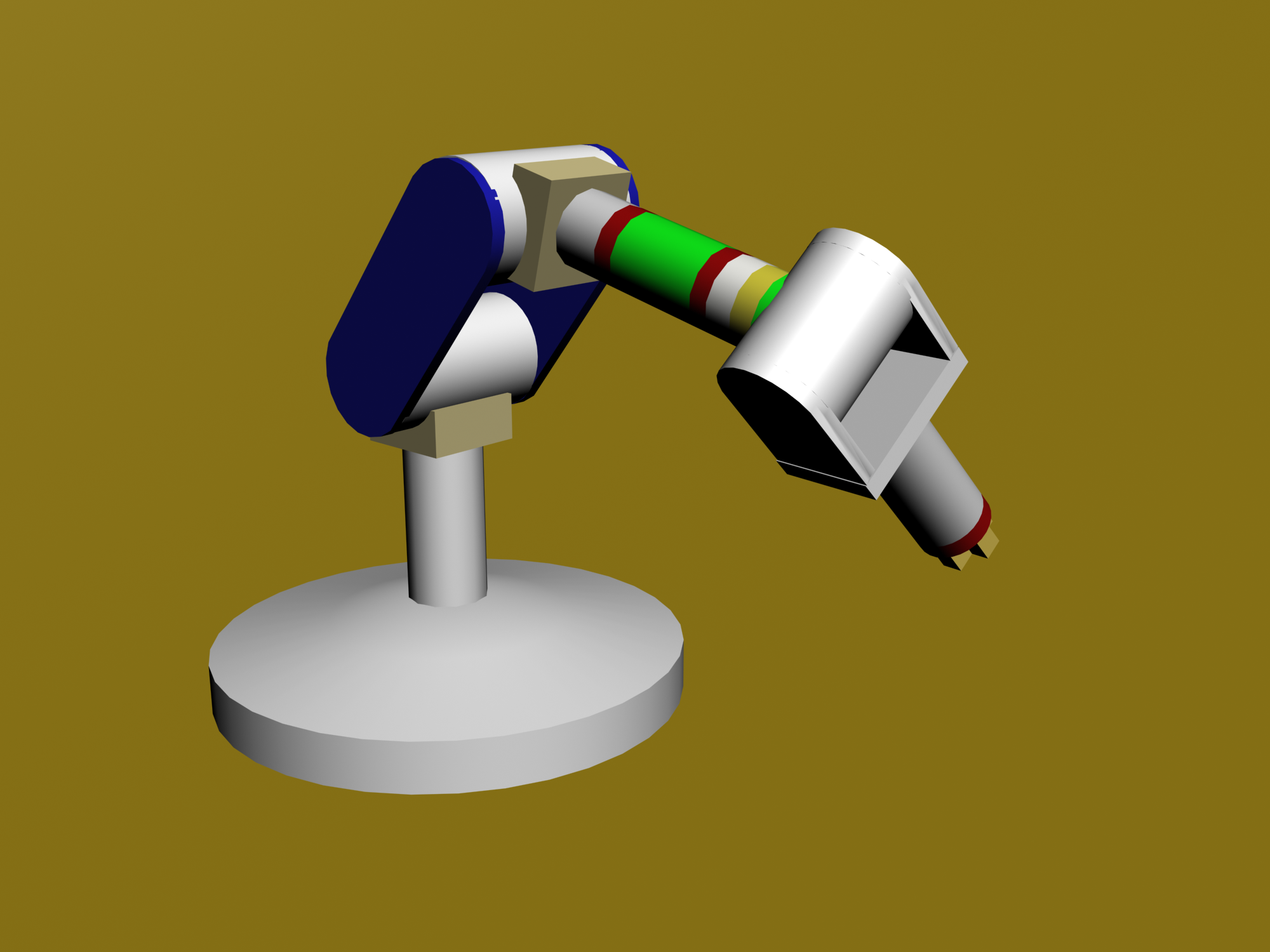
Robot a sei gradi di libertà

Un robot ridondante ha più di sei gradi di libertà, ovvero ha parametri articolari addizionali che permettono alla configurazione del robot di cambiare mentre mantiene il dispositivo di estremità in posizione e orientamento fissi. Un tipico manipolatore ridondante ha sette articolazioni, ad esempio tre alla spalla, un'articolazione del gomito e tre all'altezza del polso. Questo manipolatore può spostare il suo gomito descrivendo una circonferenza mentre mantiene una posizione ed un orientamento determinati con il suo attuatore di estremità. Un robot-serpente ha molti più di sei gradi di libertà ed è spesso chiamato iper-ridondante.